# Breviraja nigriventralis
Breviraja nigriventralis är en rockeart som beskrevs av McEachran och Matheson 1985. Breviraja nigriventralis ingår i släktet Breviraja och familjen egentliga rockor. IUCN kategoriserar arten globalt som otillräckligt studerad. Inga underarter finns listade.